# Tomocerus vulgaris
Tomocerus vulgaris is een springstaartensoort uit de familie van de Tomoceridae. De wetenschappelijke naam van de soort is voor het eerst geldig gepubliceerd in 1871 door Tullberg. Hij leeft onder de bladeren, in het hout en in rottende stronken.

## Kenmerken
Hij wordt 2 tot 4 mm groot en komt voor van Midden-Finland en Groot-Brittannië tot Zuid-Frankrijk en voormalig Joegoslavië. 